# Sport i Sverige

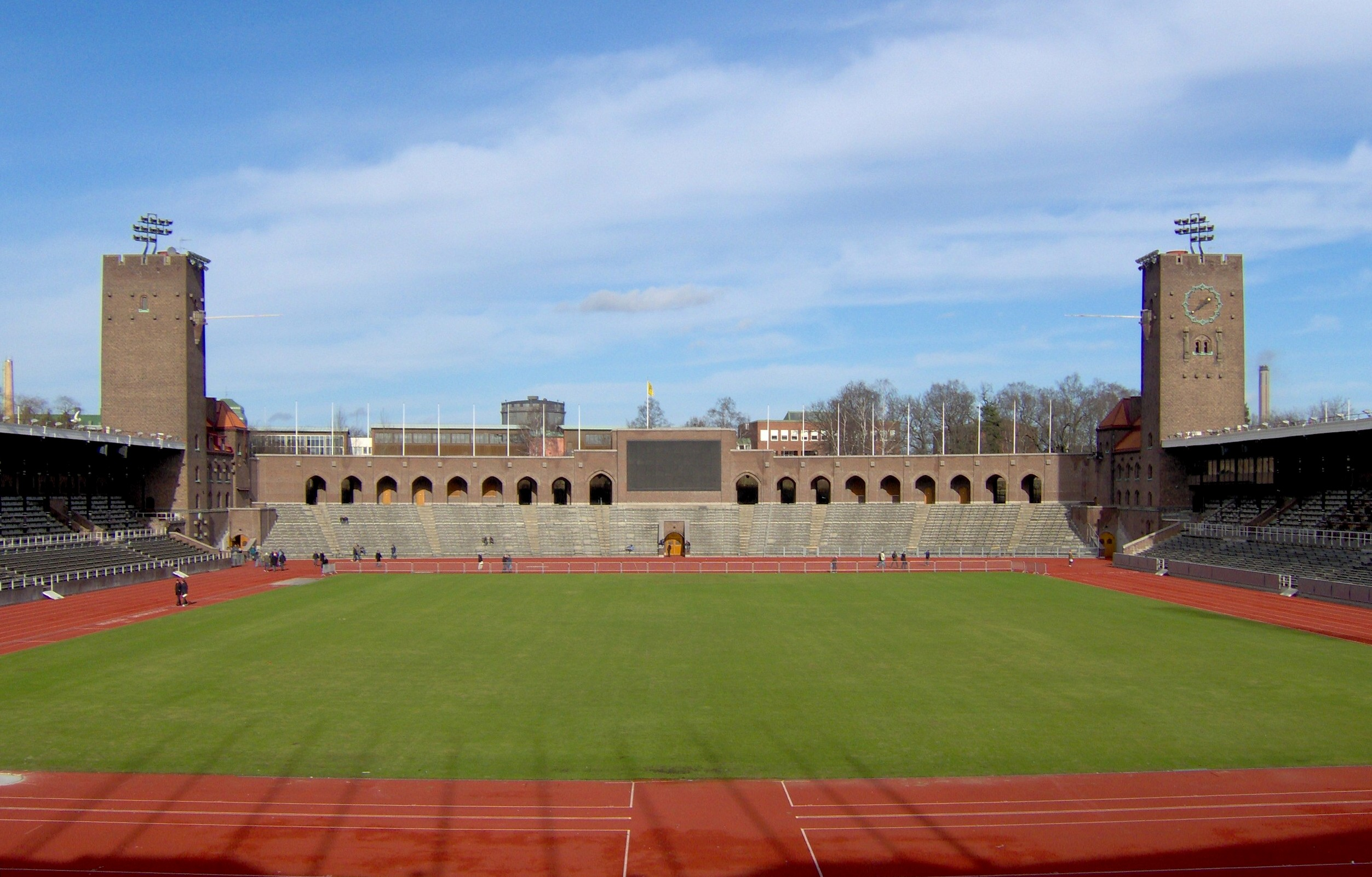
Stockholms stadion

De viktigaste samlande organisationerna för sport i Sverige är Riksidrottsförbundet (RF) och Sveriges Olympiska Kommitté (SOK).
Av Sveriges 6–80-åringar är cirka 3 185 000 personer medlemmar i idrottsföreningar. 2 936 personer är landslagsaktiva idrottare.
Sverige har en lång tradition av att organisera sig inom olika sporter. 1796 bildades Upsala Simsällskap.

Huvuddelen av sport- och idrottsutövare i Sverige organiseras i en idrottsförening som utövar någon av sporterna som är upptagna i Lista över sporter och idrotter.

## Sporternas storlek och popularitet
Vilken sport som är störst i Sverige kan utläsas ur statistik från Riksidrottsförbundet. Nedan är 1-3:e plats ur två perspektiv presenterat för ett antal sporter. Även presenterat är fördelningen mellan män och kvinnor samt vad som visas i media.

### Statistik
Nedan följer lite statistik från RF (Riksidrottsförbundet)  i siffror som kan vara en bra vägledning till sporternas storlek och popularitet när sport i hela Sverige räknas.

### Utövare och medlemmar
| Rankning | Sport/Idrott | Antal (ca) |
| -------- | ------------ | ---------- |
| 1        | Fotboll      | 500 000    |
| 2        | Innebandy    | 309 000    |
| 3        | Golf         | 273 000    |

| Rankning | Sport/Idrott | Antal   |
| -------- | ------------ | ------- |
| 2        | Fotboll      | 373 037 |
| 1        | Golf         | 414 758 |
| 3        | Friidrott    | 357 703 |

## Tävlings- och träningsaktiviteter
Med tävling avses medverkan i någon form av organiserat seriesystem eller arrangerad individuell tävling fördelat på män och kvinnor.
| Rankning | Sport/Idrott | Antal (cirka) | %  |
| -------- | ------------ | ------------- | -- |
| 1        | Fotboll      | 437 000       | 12 |
| 2        | Innebandy    | 199 000       | 6  |
| 3        | Golf         | 194 000       | 5  |
| 4        | Ishockey     | 176 000       | 5  |
| 5        | Skytte       | 156 000       | 4  |
| 6        | Kampsporter  | 128 000       | 4  |
| 7        | Friidrott    | 124 000       | 3  |
| 8        | Motorcykel   | 100 000       | 3  |
| 9        | Handboll     | 97 000        | 3  |
| 10       | Bilsport     | 94 000        | 3  |

| Rankning | Sport/Idrott | Antal (cirka) | % |
| -------- | ------------ | ------------- | - |
| 1        | Gymnastik    | 245 000       | 7 |
| 2        | Fotboll      | 173 000       | 5 |
| 3        | Ridsport     | 165 000       | 5 |
| 4        | Friidrott    | 112 000       | 3 |
| 5        | Golf         | 90 000        | 3 |
| 6        | Handboll     | 85 000        | 2 |
| 7        | Innebandy    | 69 000        | 2 |
| 8        | Kampsporter  | 68 000        | 2 |
| 9        | Simning      | 60 000        | 2 |
| 10       | Cykel        | 49 000        | 1 |

### Lokalt aktivitetsstöd
Den del av statsbidraget som beviljas lokala idrottsföreningar anslutna till riksidrottsförbundet benämns statligt lokalt aktivitetsstöd (LOK-stöd).
Berättigad är ungdomsverksamhet mellan 7 och 25 år.
2013 år siffror:
- Ledarstödet ger 24 kronor per sammankomst.
- Två eller flera ledare och närvaroregistrering ger 6 kronor extra.
- Deltagarstödet är 8 kronor per närvarande bidragsberättigad deltagare på gruppaktiviteten.

## Sporter och åskådare
Åskådare i åldern 7–70 år som besökt idrottsaktiviteten några gånger per år (2008) rangordnas enligt SCB på detta vis där fotbollen och ishockey är störst med cirka 1 300 000–1 800 000 åskådare. Bilsport, innebandy, handboll, ridsport och friidrott cirka 500 000 åskådare. Övriga ligger i en fallande skalla från 300 000 till 200 000 för golf.
1. Ishockey
2. Fotboll
3. Bilsport
4. Innebandy
5. Handboll
6. Ridsport
7. Friidrott
8. Bandy
9. Motorcykelsport
10. Golf

## Sport och media
Fotbollen får TV-sändning med närmare 175 timmar under 2008. 2–4:an har mellan 150 ner till 120 timmar. 5–8:an 85 ner till 75 timmar. Bilsport och tennis har cirka 30 timmar TV-sändning per år.
1. Fotboll
2. Innebandy
3. Friidrott
4. Ishockey
5. Alpint
6. Längdskidor
7. Handboll
8. Skidskytte
9. Bilsport
10. Tennis

## Svenska sportprofiler
- Alpin skidsport: Thomas Fogdö, Ylva Nowén, Anja Pärson, Ingemar Stenmark, Stig Strand, Pernilla Wiberg, André Myhrer, Frida Hansdotter
- Armbrytning: Heidi Andersson
- Backhoppning: Jan Boklöv, Sven Selånger
- Badminton: Henri Hurskainen
- Bandy: Jonas Claesson, Per Fosshaug, Per Hellmyrs, Magnus Muhrén, Patrik Nilsson, Snoddas, Bernt "Bempa" Ericsson
- Basket: Jonas Jerebko (NBA), Jeffery Taylor (Real Madrid)
- Beachvolley: David Åhman, Jonatan Hellvig
- Bilsport: Stig Blomqvist, Kenny Bräck, Ulf Granberg, Kenneth Hansen, Ronnie Peterson, Björn Waldegård, Marcus Ericsson,  Reine Wisell
- Bordtennis:Hans Alsér, Mikael Appelgren, Stellan Bengtsson, Ulf Carlsson, Mattias Falck, Tage Flisberg,  Kjell Johansson, Jörgen Persson, Jan-Ove Waldner
- Boxning: Ingemar Johansson, Armand Krajnc, Paolo Roberto, Bosse Högberg, George Scott
- Brottning: Frank Andersson, Bertil Antonsson,  Ivar Johansson,  Tomas Johansson, Mikael Ljungberg, Ida-Theres Karlsson, Martin Lidberg, Johan Richthoff, Ara Abrahamian
- Cykelsport: Bröderna Fåglum, Bernt Johansson, Susanne Ljungskog, Emma Johansson, Magnus Bäckstedt, Jenny Rissveds
- Fotboll: Kennet Andersson, Patrik Andersson, Jesper Blomqvist, Tomas Brolin, Martin Dahlin, Ralf Edström, Lotta Schelin, Pia Sundhage, Hanna Ljungberg, Sven-Göran Eriksson, Gunnar Gren, Magnus Hedman, Glenn Hysén, Zlatan Ibrahimović, Andreas Isaksson, Ove Kindvall, Kim Källström, Lars Lagerbäck, Henrik Larsson, Nils Liedholm, Anders Limpar, Fredrik Ljungberg, Olof Mellberg, Torbjörn Nilsson, Gunnar Nordahl, Tomas Ravelli, Sven Rydell, Stefan Schwarz, Lennart "Nacka" Skoglund, Glenn Strömberg, Tommy Svensson, Jonas Thern, Johan Elmander, Alexander Isak
- Friidrott:  Arne Andersson,  Harald Andersson, Kajsa Bergqvist, Patrik Bodén, Armand Duplantis, Ludmila Engquist, Anders Gärderud, Stefan Holm, Gunder Hägg, Susanna Kallur, Carolina Klüft, Henry Kälarne, Eric Lemming, Mustafa Mohammed, Christian Olsson, Sten Pettersson, Patrik Sjöberg, Johan Wissman, Daniel Ståhl
- Golf: Robert Karlsson, Liselotte Neumann, Jesper Parnevik, Annika Sörenstam, Henrik Stenson
- Handboll: Lennart Eriksson, Bo ”Bobban” Andersson, Johan Fischerström, Björn "Lurch" Andersson, Per Carlén, Claes Hellgren, Björn Jilsén, Ola Lindgren, Erik Hajas, Stefan Lövgren, Staffan Olsson, Ljubomir Vranjes, Magnus Wislander, Kim Andersson, Ann-Britt Furugård, Mia Hermansson Högdahl, Katarina Chrifi (Arwidsson), Linnea Torstenson, Isabelle Gulldén, Matilda Boson, Jim Gottfridsson
- Hästsport: Erik Adielsson, Malin Baryard-Johnsson, Rolf-Göran Bengtsson, Jan Brink, Peter Eriksson, Maria Gretzer, Stig H Johansson, Patrik Kittel, Helena Lundbäck, Louise Nathhorst, Royne Zetterman, Svante Johansson, Peder Fredricson
- Innebandy: Niklas Jihde, Martin Olofsson, Anders Hellgård, Kim Nilsson, Rasmus Enström, Alexander Galante Carlström
- Ishockey: Daniel Alfredsson, Lasse Björn, Nicklas Bäckström, Rasmus Dahlin, Jonas Enroth, Loui Eriksson, Filip Forsberg, Peter Forsberg, Bengt-Åke Gustafsson, Victor Hedman, Leif "Honken" Holmqvist, Tomas Holmström, Sven "Tumba" Johansson, Tomas Jonsson, Jörgen Jönsson, Kenny Jönsson, Anders Kallur, Erik Karlsson, Gabriel Landeskog, Nicklas Lidström, Pelle Lindbergh, Robin Lehner, Peter Lindmark, Stefan Liv, Håkan Loob, Henrik Lundqvist, Joel Lundqvist, Jacob Markström, Kent Nilsson, William Nylander, Markus Näslund, Mats Näslund, Elias Pettersson, Lucas Raymond, Mikael Renberg, Börje Salming, Tommy Salo, Daniel Sedin, Henrik Sedin, Ulf Sterner, Roland Stoltz, Mats Sundin, Henrik Zetterberg
- Kanotsport: Agneta Andersson, Gert Fredriksson, Susanne Gunnarsson, Henrik Nilsson,  Anna Olsson, Markus Oscarsson, Sofia Paldanius, Rolf Peterson
- Konståkning: Alexander Majorov
- Längdåkning: Per Elofsson, Toini Gustafsson Rönnlund, Per-Erik Hedlund, Sixten Jernberg, Charlotte Kalla, Frida Karlsson, Nils "Mora-Nisse" Karlsson, Emil Jönsson, Erik "Kiruna-Lasse" Larsson, Sven-Åke Lundbäck, Assar Rönnlund, Gunde Svan, Sven Utterström, Thomas Wassberg, Marie-Helene Östlund, Marcus Hellner, Anders Södergren, Johan Olsson, Anna Haag, Torgny Mogren, Calle Halfvarsson, Teodor Peterson, Stina Nilsson
- Modern Femkamp: Svante Rasmussen, Björn Ferm, Lars Hall, Erik Johansson, Kerstin Danielsson, Sven Tofelt
- Motorcykelsport: Håkan Carlqvist, Anders Eriksson, Ove Fundin, Svenerik "Jösse" Jönsson, Joakim Ljunggren, Mats Nilsson (motocross- och enduroförare), Tony Rickardsson
- Orientering: Annichen Kringstad, Jörgen Mårtensson, Helena Jansson, Tove Alexanderson, Gustav Bergman
- Skytte: Håkan Dahlby, Ragnar Skanåker, Therese Lundqvist, Pia Hansen, Jonas Edman, Stefan Ekstedt, Johan Hansen
- Skidskytte: Klas Lestander, Mikael Löfgren, Tore Eriksson, Helena Ekholm, Björn Ferry, Magdalena Forsberg, Anna Carin Zidek, Carl-Johan Bergman
- Skridskoåkning: Sigge Ericsson, Gillis Grafström, Tomas Gustafson, Jonny Nilsson
- Tennis: Lennart Bergelin, Jan-Erik Lundqvist, Ove Bengtson, Björn Borg, Stefan Edberg, Anders Järryd, Robin Söderling, Mats Wilander, Joakim Nyström, Mikael Pernfors, Nicklas Kulti, Jonas Björkman, Thomas Johansson, Thomas Enqvist, Ingrid Bentzer, Helena Anliot, Sofia Arvidsson
- Timbersport: Ferry Svan
- Vattensport: Greta Johansson, Therese Alshammar, Arne Borg, Jane Cederqvist, Lars Frölander. Ulrika Knape,  Gunnar Larsson, Anna Lindberg, Sarah Sjöström
- Volleyboll: Per-Anders Sääf, Jan Hedengård, Peter Tholse, Lars Nilsson,  Håkan Björne, Bengt Gustafsson, Marcus Nilsson, Isabelle Haak

## Arrangemang
- Med folkligt deltagande
  -     - Göteborgsvarvet
    - Lidingöloppet
    - O-ringen
    - Stångebroslaget
    - Tjejmilen
    - Vansbrosimmet
    - Vasaloppet
    - Vätternrundan
    - Stockholm Marathon

- Elittävlingar
  - Enskilda tävlingar
    - DN-Galan (friidrott)
    - Novemberkåsan (Enduro)
    - Stockholm Open (tennis)
    - Svenska bandyfinalen (bandy)
    - Sweden Hockey Games (ishockey)
    - Swedish Open (tennis)

- - Serier/Ligor
    - Allsvenskan, Damallsvenskan (fotboll)
    - Elitserien i bandy (herrar)/Allsvenskan i bandy för damer
    - SHL, Svenska damhockeyligan
    - Svenska Superligan för herrar, Svenska Superligan för damer (innebandy)
    - Elitserien (volleyboll) (Elitserien i volleyboll för herrar, Elitserien i volleyboll för damer)
    - Svenska Basketligan (Basket)

## Landslag
Sverige representeras i en rad sporter av landslag.
- Sveriges damlandslag i bandy
- Sveriges herrlandslag i bandy
- Sveriges damlandslag i basket
- Sveriges herrlandslag i basket
- Sveriges damlandslag i cheerleading
- Sveriges landslag i drakbåtspaddling
- Sveriges damlandslag i fotboll
- Sveriges herrlandslag i fotboll
- Sveriges damlandslag i handboll
- Sveriges herrlandslag i handboll
- Sveriges damlandslag i ishockey
- Sveriges herrlandslag i ishockey
- Sveriges damlandslag i rugby union
- Sveriges herrlandslag i rugby union
- Sveriges damlandslag i volleyboll
- Sveriges herrlandslag i volleyboll
- Sveriges herrlandslag i innebandy
- Sveriges damlandslag i innebandy